# Sainte-Anne-sur-Vilaine
Sainte-Anne-sur-Vilaine (bretonisch: Santez-Anna-ar-Gwilen; Gallo: Saentt-Ann-sur-Vilaèyn) ist eine französische Gemeinde mit 1.032 Einwohnern (Stand: 1. Januar 2022) im Département Ille-et-Vilaine in der Region Bretagne. Sie gehört zum Arrondissement Redon und zum Kanton Bain-de-Bretagne. Die Einwohner werden Saintanais genannt.

## Geografie
Sainte-Anne-sur-Vilaine liegt an der Grenze zum Département Loire-Atlantique, etwa 43 Kilometer südsüdwestlich von Rennes an der Vilaine, die die westliche Gemeindegrenze bildet. Umgeben wird Sainte-Anne-sur-Vilaine von den Nachbargemeinden Guipry-Messac im Norden, La Noë-Blanche im Nordosten, Grand-Fougeray im Osten, Pierric im Süden sowie Langon im Westen.

## Bevölkerungsentwicklung
| Jahr                       | 1962 | 1968 | 1975 | 1982 | 1990 | 1999 | 2006 | 2013 | 2020 |
| Einwohner                  | 981  | 880  | 846  | 797  | 737  | 779  | 950  | 992  | 1034 |
| Quellen: Cassini und INSEE |      |      |      |      |      |      |      |      |      |

## Sehenswürdigkeiten
- Kirche Sainte-Anne, 1832 bis 1846 erbaut
- Kapelle Sainte-Anne aus dem Jahre 1940
- Schloss Port-de-Roche aus dem 17./18. Jahrhundert
- Mühle von Belle

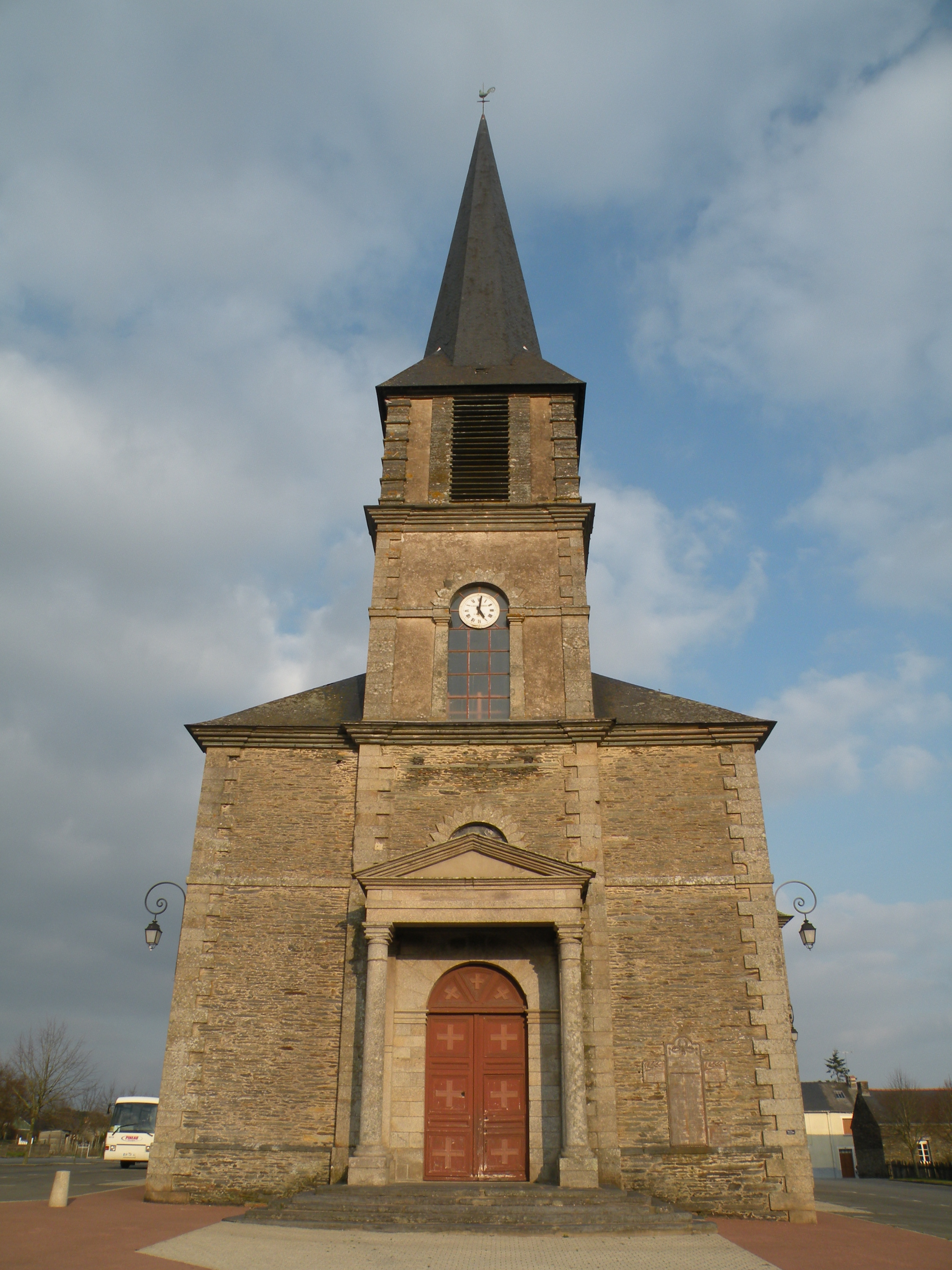
Kirche Sainte-Anne
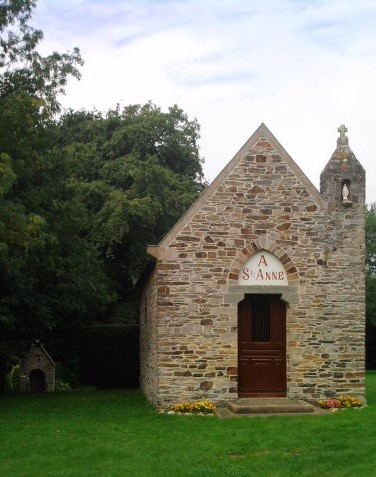
Kapelle Sainte-Anne
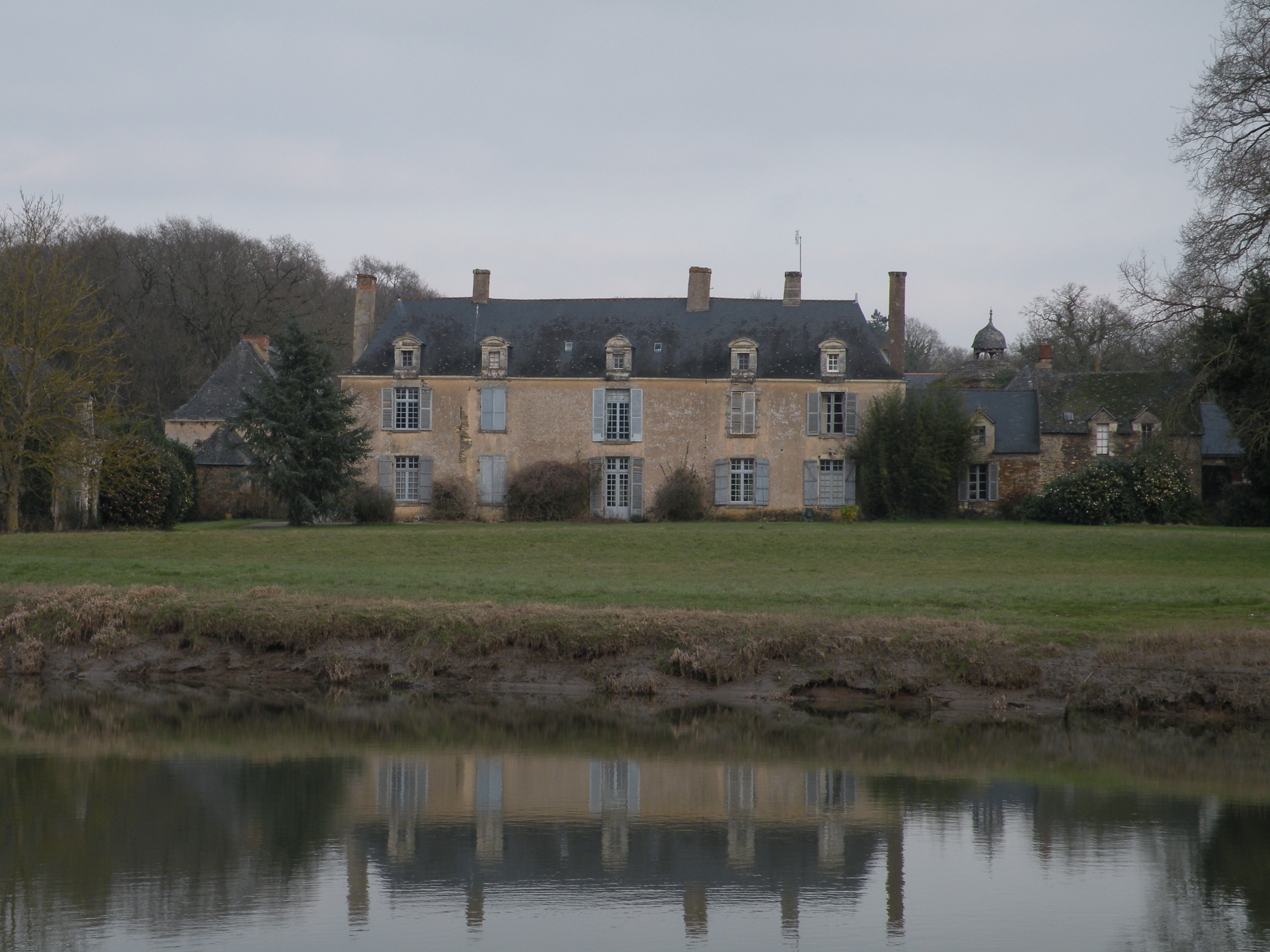
Schloss Poer-de-Roche
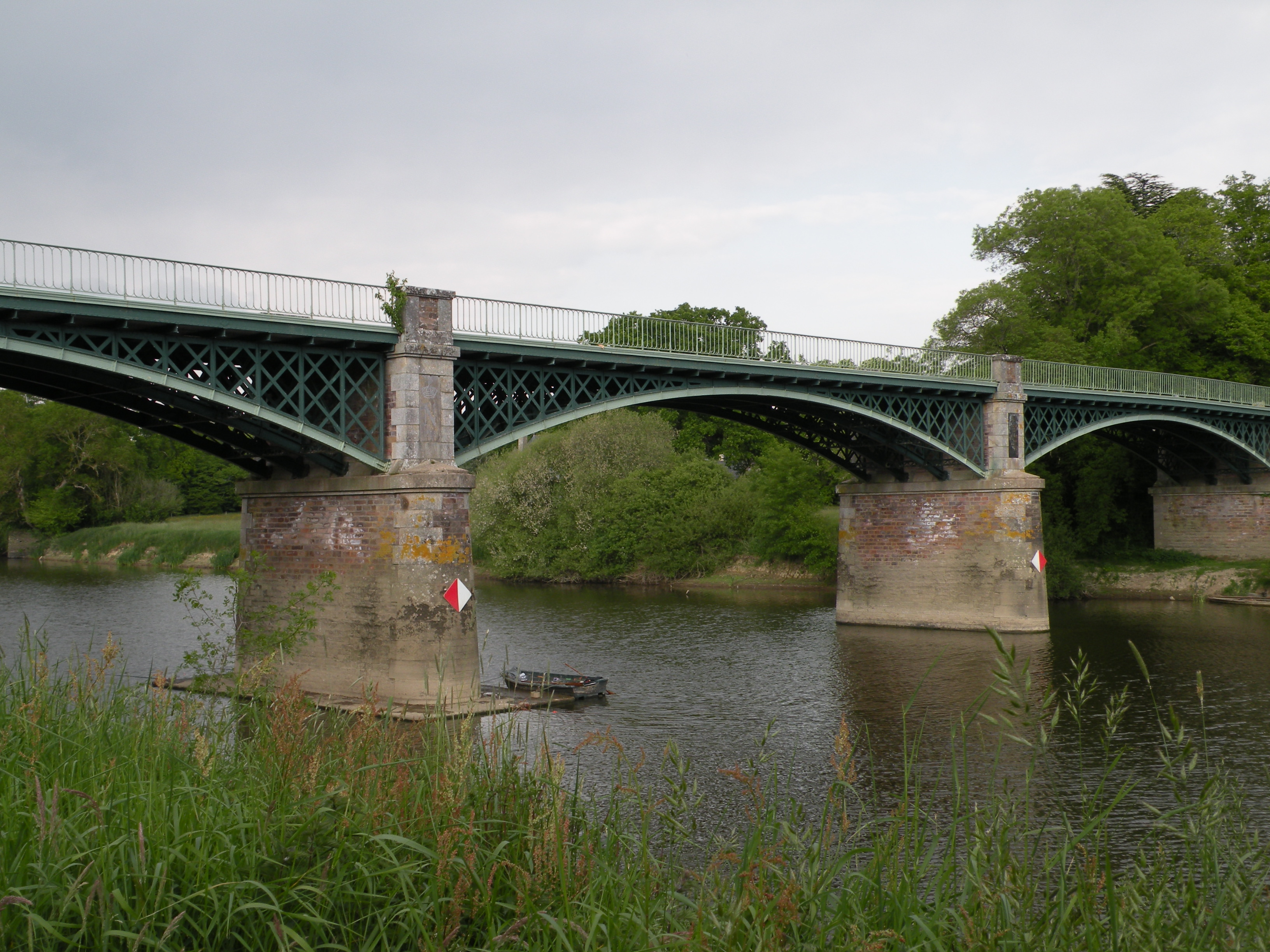
Brücke über die Vilaine